# رونالد بيرلمان
رونالد أوين بيرلمان (بالإنجليزية: Ronald Perelman)‏ (من مواليد 1 يناير 1943) هو مصرفي ورجل أعمال ومستثمر أمريكي. يملك ماك أندروز وفوربس، التي استثمرت في شركات لها اهتمامات في محلات البقالة والسيجار وعرق السوس والمكياج والسيارات والتصوير الفوتوغرافي والتلفزيون ومستلزمات التخييم والأمن والألعاب والمجوهرات والبنوك ونشر الكتب المصورة. كانت قيمة بيريلمان سابقًا تبلغ 19.8 مليار في عام 2018، وبلغت قيمته 4.3 مليار اعتبارًا من سبتمبر 2020.

## النشأة وتعليمه
ولد بيرلمان في غرينزبورو بولاية كارولينا الشمالية في 1 يناير 1943، وهو ابن روث وريموند جي بيرلمان. نشأ في عائلة يهودية في إلكينز بارك، بنسلفانيا، وهو حفيد مهاجرين ليتفاك.  أدار مع أفراد عائلته شركة المنتجات الورقية الأمريكية. ترك ريموند الشركة في النهاية واشترى شركة بلمونت لأعمال الحديد، وهي شركة لتصنيع الفولاذ الهيكلي.
تخرج بيرلمان من مدرسة شلتنهام الثانوية في وينكوت، بنسلفانيا في عام 1962.
تعلم بيرلمان من والده أساسيات العمل. بحلول الوقت الذي بلغ فيه رونالد سن الحادية عشرة، كان يجلس بانتظام في اجتماعات مجلس إدارة شركة والده. تناقش مقالة نشرت عام 2006 في مجلة فوربس 400 العلاقة التقريبية بينهما بالتفصيل.
التحق بيرلمان أولاً بمدرسة فيلانوفا للأعمال لمدة فصل دراسي واحد قبل أن ينتقل إلى مدرسة وارتون بجامعة بنسلفانيا، حيث تخصص في إدارة الأعمال. حصل على ماجستير إدارة الأعمال من وارتون عام 1966.
في سبتمبر 2017، صنفت مجلة فوربس بيرلمان كواحد من «أعظم 100 عقل تجاري حي».

## مسيرته المهنية

### صناعات بلمونت
تمت أول صفقة تجارية كبيرة لبيرلمان في عام 1961 خلال سنته الجامعية الأولى في مدرسة وارتون بجامعة بنسلفانيا. اشترى هو ووالده مصنع الجعة ايسلينجن مقابل 800000 دولار، ثم باعها بعد ثلاث سنوات لربح مليون دولار.
طوال فترة بيرلمان في شركة بلمونت لأعمال الحديد (التي أعيدت تسميتها لاحقًا إلى صناعات بلمونت)، ساعد والده في صفقات أخرى. كانت استراتيجيتهم العامة هي شراء شركة، وبيع الأقسام الزائدة عن الحاجة لتقليل الديون وجني الأرباح، وإعادة الشركة إلى أعمالها الأساسية، وإما بيعها أو التمسك بها من أجل التدفق النقدي. في عام 1978، بعد اثني عشر عامًا من انضمام بيرلمان رسميًا إلى «بلمونت إندستريز»، كان نائب الرئيس، لكنه لا يزال يسعى إلى مزيد من القوة والنفوذ في الشركة. أخبره ريموند أنه لا ينوي التنحي في أي وقت قريب. استقال بيرلمان وانتقل إلى نيويورك. بالكاد تحدث الاثنان مع بعضهما البعض خلال السنوات الست التالية.

### ماك أندروز وفوربس
قام بتدبير عملية شراء شركة مجوهرات كوهين هاتفيلد في عام 1978، وكانت أول صفقة له كمستثمر مستقل بعيدًا عن نفوذ والده وأخذ قرضًا من زوجته فايث جولدينج. في غضون عام، باع بيرلمان جميع مواقع البيع بالتجزئة للشركة وقلص الشركة إلى قسم المجوهرات بالجملة المربح، وربح 15 مليون دولار.
استحوذ بيرلمان على شركة ماك أندروز وفوربس، الموزع لمستخلص عرق السوس والشوكولاتة. واجه مقاومة من الإدارة والمستثمرين الذين رفعوا دعوى قضائية فاشلة لمنع الاستحواذ، لكن بيرلمان انتصر.
أيضًا في عام 1983 ، استحوذت شركة ماك أندروز وفوربس على شركة تكنيكولور. على الرغم من ديون السندات، في عام 1984 ، اشترت شركة ماك أندروز وفوربس شركة مقتنيات السيجار الموحدة المحدودة. من شركة الصناعات الخليجية والغربية، بالإضافة إلى شركة الفيديو الأمريكية. تم بيع أقسام شركة تكنيكولور، وفي عام 1988، تم بيع أعمالها الأساسية لشركة كارلتون للاتصالات مقابل 6.5 أضعاف سعر الشراء. باستخدام عائدات بيع قسم تكنيكولور، اشترت شركة ماك أندروز وفوربس حصة 20 في المائة في شركة شركة الفيديو المضغوطة، وهي شركة للتلفزيون والأفلام. كان رونالد بيرلمان المسيطر على شراء شركة الفيديو المضغوطة في عام 1986.
في عام 1989 ، استحوذ بيرلمان على شركة عالم جديد للترفيه، حيث أصبح تلفزيون اربع نجوم التابع لديفيد تشارناي وحدة من شركة فيديو رونالد بيرلمان المضغوط، في وقت لاحق من ذلك العام. تمت زيادة ملكية شركة الفيديو المضغوطة إلى 40٪ في عام 1989 بعد شراء شركة فور ستار انترناشيونال. بعد إغلاق شركة الفيديو المضغوطة، تم طي أصولها المتبقية، بما في ذلك اربع نجوم، في ماك أندروز وفوربس. في عام 1989، استحوذ بيرلمان أيضًا على شركة عالم جديد للترفيه حيث أصبحت اربع نجوم قسمًا من الشركة كجزء من الصفقة. تم شراء شركة فور ستار انترناشيونال من خلال صفقة المظلة الذهبية التي تم التفاوض عليها مع ديفيد تشارناي بواسطة رونالد بيرلمان بعد إخطار تشارناي بشراء الأسهم بواسطة بيرلمان في عام 1989. بحلول نهاية عام 1989 ، قامت شركة ماك أندروز وفوربس بإعادة تمويل سندات الشركات القابضة غير المرغوب فيها للحصول على قروض بنكية قياسية. تم بيع الجزء الأكبر من أفلام شركة عالم جديد ومقتنيات مقاطع الفيديو المنزلية في يناير 1990 لشركة عبر المحيط الأطلسي للألآفلام، وهي شركة إنتاج تم تشكيلها حديثًا أسسها كونسورتيوم من المديرين التنفيذيين السابقين في شركة العالم الجديد.
أصبحت شركته ماك أندروز وفوربس شركة قابضة لها مصالح في محفظة متنوعة من الشركات العامة والخاصة وكانت لا تزال مملوكة بالكامل لشركة بيرلمان، الذي شغل منصب رئيس مجلس الإدارة والرئيس التنفيذي لها. في عام 1989، كانت مارفيل كوميكس إحدى مقتنيات الشركة، والتي أعلنت إفلاسها تحت إشراف بيرلمان. باع مارفل في عام 1997. تشمل مقتنيات شركه ماك أندروز وفوربس الحالية ديلوكس، ريڤلون، سيجا للتقنيات، في تي في، وحتى أواخر عام 2019، 39٪ من شركة الألعاب العلمية. ومع ذلك ، اعتبارًا من الربع الثالث من عام 2019، وظفت الشركة غولدمان ساكس للمساعدة في مراجعة البدائل الاستراتيجية لشركة ريڤلون.